# سعیدآباد سفلی (جیرفت)
سعیدآباد سفلی روستایی در دهستان اسماعیلی بخش اسماعیلی شهرستان جیرفت استان کرمان ایران است.

## جمعیت
بر پایه سرشماری عمومی نفوس و مسکن در سال ۱۳۹۵ جمعیت این مکان ۴۸۸ نفر (۱۲۹خانوار) بوده‌است.